# 水系ナトリウムイオン電池
水系ナトリウムイオン電池(Aqueous Sodium-ion battery)は、水溶液系の電解質を使用するナトリウムイオン電池。

## 概要
従来のナトリウムイオン電池では水(H2O)の電気分解の電圧である1.23V以上の起電圧のため、可燃・有毒・高価な非水系電解質の使用が必須であったが、近年、水溶液系の電解質を使用するナトリウムイオン電池の開発が進みつつある。複数の手法が提案されており、一つは二成分高濃度電解質(WiBS)を用いる方法でもう一方はイオン液体を使用する手法でそれぞれ一長一短がある。WiBSの使用では0.5V(vs.Na/Na+)以下では水素が発生するので一般的なNaB電極は使用できないのでグラファイト負極やナトリウム金属表面に保護膜を形成して水の電気分解を生じさせない手法が提案される。

## 特徴
水溶液系の電解質を使用することにより、従来の非水系電解質のナトリウムイオン電池の製造工程で必須であった徹底した除湿（一般的に露点-40℃～-50℃）が不要になるため、作業環境の向上、費用低減が可能になるとともに、発火等のリスクが下がり、安全性が向上する事が期待される。

## 用途
安全性が高いため、従来のリチウムイオン電池の用途を置き換える事が期待される。